# Agathia visenda
Agathia visenda är en fjärilsart som beskrevs av Butler 1880. Agathia visenda ingår i släktet Agathia och familjen mätare. Inga underarter finns listade i Catalogue of Life.